# Luiz Alves
Luiz Alves es un municipio brasileño del estado de Santa Catarina. Tiene una población estimada al 2022 de 11 684 habitantes. Forma parte de la Región Metropolitana de Foz do Rio Itajaí.
Reconocida por su belleza natural, el municipio cuenta con una gran extensión de la Mata atlántica, además por su gran volumen de producción de Cachaza.
En noviembre de 2008, el municipio fue golpeado por las fuertes inundaciones del Valle de Itajaí, dejando 11 fallecidos, 500 desplazados y 300 personas sin hogar.

## Historia
El actual municipio fue poblado por colonos oriundos de Itajaí y colonos italianos y alemanes, lugar que era habitado por los pueblos Tapuya y Xokleng. Registros que datan de 1867, ya mencionaban a la localidad como "Luiz Alves" o "Sertão do Luiz Alves".

## Economía
Luiz Alves es un municipio esencialmente agrícola.
Aproximadamente el 75% de las familias de la ciudad trabajan en la agricultura. El producto más destacado del municipio es el plátano, siendo Luiz Alves el segundo mayor productor de plátano de Santa Catarina. En el municipio también se producen caña de azúcar, arroz, maíz, frijol, yuca, café, sorgo de retama, y productos como remolacha, pepino, repollo, tomate, coliflor, lechuga, zanahoria y nabo, entre otros tipos de condimentos.

## Turismo

### Fiesta Nacional de la Cachaça
La Fiesta Nacional de la Cachaça, más conocida como Fenaca, tuvo su primera edición en julio de 1984, mes del aniversario del municipio de Luiz Alves y fue concebida durante el mandato del alcalde José Alberto Gonzaga Simão.
Fue inaugurado un viernes por el entonces gobernador Esperidião Amin y duró tres días. Por Fenaca pasaron aproximadamente 25 mil personas, entre residentes, visitantes de otras ciudades y estados e incluso algunos extranjeros.